# Kille Enna
Kille Enna (* 11. listopadu 1972, Sønderborg) je dánská kuchařka, autorka kuchařek a fotografka.

## Životopis
Enna se vyučila jako šéfkuchařka v restauraci „De 4 Årstider“ v Aarhusu v období 1989–1993 u Jonny Hald. Vedla kuchyně v mj. Aarhus v Londýně a San Francisku a šíří svou filozofii jídla prostřednictvím přednášek a v časopisech a kuchařkách.